# Zjemtjuzjina Jalta
Zjemtjuzjina Jalta (ryska: «Жемчужина» Ялта) är en fotbollsklubb från den till majoriteten ryskspråkiga staden Jalta på Krim. Klubben spellade som högst i Ukrainska 2. ligan. 
12 augusti 2014 deltog Krim-klubbarna Simferopol, Sevastopol och Zjemtjuzjina Jalta i ryska cupen. Det ukrainska fotbollsförbundet vill därför att FIFA och UEFA ska straffa det ryska fotbollsförbundet för att det välkomnat Krim-klubbarna att delta i tävlingsspel i Ryssland.